# San José Pass
San José Pass är ett bergspass i Antarktis. Det ligger i Västantarktis. Argentina, Chile och Storbritannien gör anspråk på området. San José Pass ligger 200 meter över havet.
Terrängen runt San José Pass är lite kuperad. Trakten är glest befolkad. Närmaste befolkade plats är Mendel Polar Station, 12,4 kilometer norr om San José Pass. 